# Kite – Engel der Rache
Kite – Engel der Rache (Originaltitel Kite) ist ein US-amerikanisch-mexikanischer Actionfilm des Regisseurs Ralph Ziman aus dem Jahr 2014. Es ist die Neuverfilmung des japanischen Anime Kite von Yasuomi Umetsu. In den Hauptrollen sind India Eisley und Samuel L. Jackson zu sehen.

## Handlung
Die junge Polizistentochter Sawa jagt den Emir, den Mörder ihrer Eltern. Unterstützt wird sie dabei von Karl, einem Kollegen ihres Vaters. Nachdem sie den Emir, dessen Gangsterorganisation Kinder entführt und verkauft, getötet hat, stellt sie mit Hilfe ihres Freundes Oburi fest, dass in Wirklichkeit der korrupte Karl der Mörder ihrer Eltern ist. Nach einer Schießerei, bei der Karl Oburis Vater erschießt und selber verletzt wird, setzt Sawa ihn unter Drogen, die sein Gedächtnis auslöschen und überlässt ihn der Polizei, die zwischenzeitlich dahintergekommen ist, dass Karl korrupt ist.

## Hintergrund
Kite – Engel der Rache wurde in Südafrika in Johannesburg gedreht. Ursprünglich sollte David R. Ellis Regie führen. Nachdem er während der Vorbereitungen für den Film verstarb, übernahm Ralph Ziman die Regie.
Der Film kam zuerst am 13. Juni 2014 in Estland und Litauen in die Kinos. In den USA war er ab dem 28. August 2014 zu sehen. In Deutschland wurde Kite – Engel der Rache am 2. Oktober 2014 auf DVD und Blu-ray Disc veröffentlicht.

## Synchronisation
Kite – Engel der Rache wurde von der Berliner Synchron synchronisiert. Die Dialogregie hatte Engelbert von Nordhausen, der auch das Dialogbuch schrieb und Samuel L. Jackson synchronisierte.
| Darsteller              | Deutscher Sprecher         | Rolle                |
| ----------------------- | -------------------------- | -------------------- |
| India Eisley            | Marie-Christin Morgenstern | Sawa                 |
| Samuel L. Jackson       | Engelbert von Nordhausen   | Lieutenant Karl Aker |
| Callan McAuliffe        | Wanja Gerick               | Oburi                |
| Annabel Linder          | Luise Lunow                | Ältere Dame          |
| Carl Beukes             | Peter Flechtner            | Vic Thornhill        |
| Deon Lotz               | Matti Klemm                | Detective Prinsloo   |
| Louw Venter             | Rainer Doering             | Captain Reynhoek     |
| Zane Meas               | Gerald Paradies            | Emir                 |
| Jody Abrahams           | Michael Iwannek            | Henrik Pillay        |
| Terence Bridgett        | Fritz Rott                 | Staggie Steyns       |
| Cleo Rinkwest           | Katharina Spiering         | Margrit              |
| Danny Keogh             | Raimund Krone              | Clive Thornhill      |
| Christina Storm         |                            | Sawas Mutter         |
| Jane Van Der Westhuizen |                            | Urchin Girl          |
| Jaco Muller             |                            | Mikhal Kratsov       |